# Zachary Richard
Zachary Richard (Scott, 8 settembre 1950) è un cantautore, chitarrista, fisarmonicista e violinista statunitense.

## Biografia
Dopo gli studi effettuati nella natia Louisiana e dove cominciò a interessarsi alla musica tradizionale dei cajun o acadien (popolazione francofona proveniente dal Canada orientale e stabilitasi nel sud della Louisiana a partire dal 1700), il giovane Zachary si trasferì agli inizi degli anni settanta a New York dove incise (1974) per la Elektra Records un album che però rimase inedito fino al 2001, quindi formò una band che suonava essenzialmente un cajun-rock più in linea con i tempi, pur tenendo conto della tradizione musicale della sua terra, si stabilì successivamente, dal 1976 al 1981 a Montréal (Canada) dove incise i suoi primi veri album che piano piano riuscirono ad avere un certo riscontro positivo sia di critica sia di vendite (pur non raggiungendo un vero e proprio successo commerciale anche dovuto al fatto che la sua musica era considerata di nicchia e particolare), tra i suoi lavori da segnalare un suo album-concept dal titolo "Migration", pubblicato nel 1978, nel quale racconta l'insediamento in Louisiana degli emigranti cajun dal Canada.
Tra le sue collaborazioni musicali, come ospite, da segnalare quella con Angelo Branduardi nel disco "Si può fare" del 1992. Nel 1997 collabora con Fabrizio Poggi nel disco "Heroes & Friends". Nello stesso disco compare "Canzone delle Rondini", traduzione italiana del suo brano "Au bord du lac Bijou". 
Nel 2010 la sua carriera musicale subì un'interruzione a causa di un ictus.

## Discografia
- 1974 - High Time (Elektra Records) pubblicato nel 2001
- 1976 - Bayou des mystères (Kebec Disc Records)
- 1977 - Mardi Gras (CBS Records)
- 1978 - Migration (CBS Records)
- 1979 - Allons danser (CBS Records)
- 1980 - Live in Montreal (Polydor Records)
- 1981 - Vent d'Été (RZ Records)
- 1984 - Zack Attack (Apache Records)
- 1987 - Looking Back (Arzed Records) Raccolta
- 1988 - Zack's Bon Ton (Rounder Records)
- 1989 - Mardi Gras Mambo (Rounder Records)
- 1990 - Women in the Room (A&M Records)
- 1992 - Snake Bite Love (A&M Records)
- 1996 - Cap Enragé (Initial Records)
- 1999 - Travailler c'est trop dur (Audiogram Records) Raccolta
- 2000 - Silver Jubilee: Best of Zachary Richard 1973-1998 (Rhino Records) Raccolta
- 2000 - Coeur fidèle (Audiogram Records)
- 2007 - Lumière dans le noir (Musicor Records)
- 2009 - Last Kiss (Musicor Records)
- 2010 - Le Grand Gosier (Gulf Aid Acadiana Records)
- 2012 - Le Fou (CD Baby Records)[1][7]
- 2017 - Gombo